# Revenge (Kiss-Album)
Revenge (englisch für Rache) ist das 16. Studioalbum der US-amerikanischen Hard-Rock-Band Kiss. Es erschien im Mai 1992 und war dem langjährigen Schlagzeuger Eric Carr gewidmet, der während der Aufnahmen verstarb. Fünf Lieder des Albums wurden als Singles ausgekoppelt; von ihnen erreichte God Gave Rock ’n’ Roll to You II in Großbritannien die Top Ten. Revenge wurde von deutschsprachigen Kritikern wohlwollend besprochen. Das Album erreichte in den USA, der Schweiz und in Großbritannien Top-Ten-Platzierungen und erlangte in den USA und Kanada Gold-Status. Die Revenge-Tour, auf der auch der Videofilm zur Tour entstand, führte die Band mit 77 Shows durch Nordamerika und Europa.

## Entstehung

### Auftragsarbeit und Songwriting
Im April 1991 nahmen Kiss mit dem Musikproduzenten Bob Ezrin den Titel God Gave Rock ’n’ Roll to You II für den Soundtrack zum Film Bill & Ted’s Bogus Journey auf. Ezrin hatte bereits bei den beiden Alben Destroyer und Music from the Elder von Kiss mitgewirkt. Der Erfolg des Liedes God Gave Rock ’n’ Roll to You II war der Grund für die beiden Gründungsmitglieder Paul Stanley und Gene Simmons, Ezrin auch für das kommende Studioalbum der Gruppe als Produzenten zu verpflichten.
Stanley und Simmons schrieben seit Bestehen der Band 1973 ihre Stücke selbst, ließen jedoch auch Koautoren zu. Diese Co-Songwriter wurden für Revenge sorgfältig ausgewählt. Vinnie Vincent, ehemaliges Bandmitglied, wirkte an drei Stücken des Albums mit. Jesse Damon, Sänger der Band Silent Rage, arbeitete für Revenge mit Simmons zusammen. Stanley kooperierte mit Kane Roberts. Außerdem arbeiteten Simmons und Stanley mit Scott Van Zen zusammen. Weitere Beiträge zu einzelnen Titeln kamen von Bob Ezrin. Um aus einer möglichst großen Anzahl an Songs auswählen zu können, schrieben die Bandmitglieder 40 bis 50 neue Stücke, von denen sie elf für das Album auswählten. Während der Aufnahmen zu Revenge erkrankte Schlagzeuger Eric Carr an einer Perikarditis und einem bösartigen Tumor im rechten Herzvorhof. Zum Schlagzeugspielen fehlten ihm die nötige Kraft und Ausdauer. Die Aufgabe des Schlagzeugers übernahm daher zunächst übergangsweise Eric Singer. Die Studioaufnahmen endeten im März 1992.
Revenge sollte sich deutlich von den Vorgängeralben abgrenzen und ein musikalischer Wendepunkt in der Kiss-Karriere werden. Mit den für Kiss wechselvollen 1980er Jahren ließen sie auch bunte, poppige Stoffbekleidung und Turnschuhe hinter sich und begannen das neue Jahrzehnt mit einem neuen Image. Es dominierte schwarze Lederkleidung, Metallschmuck, wildere Frisuren und Drei-Tage-Henriquatrebärte.

### Namensfindung und Cover
Die Frage, welchen Hintergrund der Name des Albums habe, beantwortete Sänger und Rhythmusgitarrist Stanley seinerzeit so:

„Ich glaube, daß wir uns bei der Arbeit zu diesem Album zum ersten Mal seit unserer Maskenzeit wiederentdeckt haben. Uns wurde auf einmal während des Schreibens bewußt, was für eine unwahrscheinlich lange Geschichte Kiss als Band inzwischen hat und wie hoch unser Standard ist, daß wir in der jüngeren Vergangenheit dieses Kapital mehr oder weniger verschleudert hatten und daß wir eigentlich besser sind als unsere Leistungen waren. Ein gutes Album zu machen, ist leicht, aber ein großartiges Album zu machen, ist verdammt schwer. Wir wollten ein Album machen, das unserem besten Album ebenbürtig ist, und damit die Weichen in Richtung Zukunft stellen. Revenge ist also eine Art Rache an uns selbst, weil wir an uns gezweifelt hatten.“

Auch das Plattencover war auf das neue Image abgestimmt. Es zeigt in einem dunklen, kalten Ton das von William Hames fotografierte Motiv von genietetem Metall, das Einschusslöcher aufweist und den Schriftzug Revenge in roter Farbe handschriftlich und leicht tropfend in der Bildmitte sichtbar zeigt. Das Revenge-Cover ist nach Music from the Elder und Animalize das dritte, das keine Bilder der Bandmitglieder auf der Vorderseite zeigt. Auf der Rückseite ist ein Bild der Gruppe zu sehen, das ebenfalls von Hames fotografiert worden war: Die Bandmitglieder, alle in schwarzes Leder gekleidet, stehen vor einer gemauerten Wand und lehnen sich daran an.
Auf der Innenhülle der LP sind die Texte aller Songs abgedruckt, außerdem die Produktionsnotizen sowie eine kurze Entstehungsgeschichte zum Song Carr Jam 1981. Auf der Rückseite ist ein Schwarz-Weiß-Foto der Gruppe zu sehen.

### Widmung und Veröffentlichung
Das Album ist dem Schlagzeuger Eric Carr gewidmet, der im September 1991 eine Gehirnblutung erlitt. Wenige Wochen später fiel er durch eine zweite Gehirnblutung in ein Koma. Carr starb am 24. November 1991 im Alter von 41 Jahren. Als letzter Titel auf der zweiten Seite des Albums Revenge befindet sich das Lied Carr Jam 1981, das Eric Carr im Jahr 1981 mit dem damaligen Leadgitarristen Ace Frehley unter dem Arbeitstitel Heaven für das Album Music from the Elder aufgenommen hatte. Frehley hatte das Lied im Jahr 1987 überarbeitet und auf dem Debütalbum seiner Band Frehley’s Comet als Breakout veröffentlicht. Für Revenge wurde Frehleys ursprüngliche Lead-Tonspur entfernt und durch eine eingespielte neue Spur ersetzt; Schlagzeug, Bass- und Rhythmusspur blieben im Original erhalten. Im Dezember 1991 wurde Eric Singer als neuer Schlagzeuger der Band vorgestellt, der zuvor übergangsweise am Album mitgewirkt hatte.

Japanische Pressung des Albums

Revenge erschien am 12. Mai 1992 bei PolyGram in Europa als LP, CD und MC; in den USA wurde die LP-Version zunächst nicht veröffentlicht, wodurch Revenge das erste Album von Kiss war, das in den USA nur auf CD und Musikkassetten herausgebracht wurde. Zusätzlich erschien es dort jedoch als DCC sowie im Herbst 1994 als auf 5000 Stück limitierte und nummerierte Pressung auf farbigem Vinyl in blauer Marmoroptik. Weitere limitierte Pressungen erschienen im März 1995 und im Herbst 1995.
Um das Album zu bewerben, begab sich die Band zunächst vom 12. bis 21. Mai 1992 auf eine kurze Tournee durch Großbritannien und dann nach Amsterdam, um dort zwei Songs für die niederländische Liveshow Countdown aufzuzeichnen. Anschließend flog die Band nach Paris, wo ihr zu Ehren ein „Kiss-Tag“ abgehalten wurde. Die Interviewreise führte die Gruppe auch nach Deutschland, wo sie zwischen dem 1. und 6. Juni 1992 in München, Köln, Berlin und Hamburg Station machte. Hier standen insgesamt 35 Interviews, eine Pressekonferenz und diverse Autogrammstunden auf der Agenda. Nach weiteren Besuchen in Pisa, Stockholm und Oslo kehrte die Gruppe am 12. Juni 1992 in die USA zurück.
1993 brachten Kiss Alive III heraus. Auf diesem Live-Album befanden sich neben alten Stücken aus den 1970er-Jahren, die teilweise bereits auf den vorigen Live-Alben präsent waren, auch weitere Songs aus den 1980er-Jahren und neuere Songs aus Revenge. Die amerikanische Veröffentlichung beinhaltete vier Lieder von Revenge, die europäische und japanische Version war mit einem fünften Stück als Bonustrack, nämlich Take It Off, versehen.

### Einordnung in den musikalischen Hintergrund
Nach Einschätzung der Fachpublikationen Rock Power und Metal Hammer seien die Kiss-Alben ab Mitte der 1980er Jahre „solide“, „rockig“ und „kommerziell“. Der Musikstil der Band habe sich 1987 mit Crazy Nights und 1989 mit Hot in the Shade laut Rock Hard aber hin zu eher „poppigen“ und „profillosen“ Alben entwickelt. Revenge beendete diese Phase. Das Album sei eine erneute musikalische Kurskorrektur in der Kiss-Geschichte. Das Album klinge nicht wie seine unmittelbaren Vorgängeralben, sondern deutlich härter. So seien annähernd alle Stücke klassischer Hard Rock mit einem „wohldosierten Maß an zackiger Heaviness“ und einem „satten Sound“, in denen harte Gitarrenriffs dominierten. Revenge sei Ausdruck einer neuen Ausrichtung und gelte als eine Art Renaissance für die Band. Bei Kiss habe wieder der „Geist der Gründerjahre“ geherrscht, mit dem sie zu „alter Aggressivität und Kampfeslust“ zurückgefunden hätten. Zum ersten Mal entstand mit Revenge ein Album erst drei Jahre nach dem vorangegangenen, nachdem die Band die Jahre zuvor produktiver gewesen war.

## Titelliste
Sämtliche Stücke wurden im 4/4-Takt komponiert.
| Nr.          | Titel                            | Autor(en)                                 | Länge |
| ------------ | -------------------------------- | ----------------------------------------- | ----- |
| 1.           | Unholy                           | Gene Simmons, Vinnie Vincent              | 4:30  |
| 2.           | Take It Off                      | Bob Ezrin, Kane Roberts, Paul Stanley     | 4:50  |
| 3.           | Tough Love                       | Bob Ezrin, Paul Stanley, Bruce Kulick     | 3:44  |
| 4.           | Spit                             | Paul Stanley, Gene Simmons, Scott Van Zen | 3:32  |
| 5.           | God Gave Rock ’n’ Roll to You II | Paul Stanley, Gene Simmons, Russ Ballard  | 5:18  |
| 6.           | Domino                           | Gene Simmons                              | 4:01  |
| 7.           | Heart of Chrome                  | Bob Ezrin, Paul Stanley, Vinnie Vincent   | 4:02  |
| 8.           | Thou Shalt Not                   | Gene Simmons, Jesse Damon                 | 3:59  |
| 9.           | Every Time I Look at You         | Bob Ezrin, Paul Stanley                   | 4:38  |
| 10.          | Paralyzed                        | Bob Ezrin, Gene Simmons                   | 4:14  |
| 11.          | I Just Wanna                     | Paul Stanley, Vinnie Vincent              | 4:07  |
| 12.          | Carr Jam 1981                    | Eric Carr                                 | 2:46  |
| Gesamtlänge: | Gesamtlänge:                     | Gesamtlänge:                              | 48:51 |

## Musikstil

Intro-Gitarrenriff von Unholy

Insgesamt knüpfte das Album an die Momente der klassischen Phase des Albums Destroyer an und präsentierte sich druckvoller. Signifikant ist etwa das einfache, direkte Riffing. Das Album beginnt mit dem metal-ähnlichen Unholy. Das nachfolgende Stück Take It Off ist dagegen deutlich rockorientierter und in normaler E-Stimmung gespielt. Es weist auch einen ruhigen Bridge-Teil mit ausgefeilten, mehrstimmigen Gitarrenarrangements auf. Auch an anderen Stellen des Albums, etwa bei God Gave Rock ’n’ Roll to You II, Heart of Chrome und I Just Wanna finden sich solche Arrangements. Bei Tough Love sind die Saiteninstrumente einen Ganzton unterstimmt.
Bei Spit, einem Break-dominierten Stück, ist die von der verzerrten Lead-Gitarre unter Verwendung der Whammy Bar der Gitarre verfremdete US-amerikanische Nationalhymne eingearbeitet. Musikalisch hervorstechend ist das Stück God Gave Rock ’n’ Roll to You II, das mit einer cleanen Gitarre beginnt und auch in der Strophe nur leicht verzerrte Pickings enthält.
Das Lied Domino ist deutlich schneller und beginnt mit einem Gitarrenlick. Dagegen ist bei Heart of Chrome ein Midtempo-Groove vorherrschend. Eingebettet in die Heavy-Rock-Stücke Thou Shalt Not und Paralyzed folgt die Ballade Every Time I Look at You, mit Akustikgitarre und Klavier gespielt. Am Ende des letztgenannten Songs mischt sich Synthie-Streicherarrangement mit Bluesrock-Gitarrenleads. Nach dem in den USA als zweite Single ausgekoppelten, Bluesrock-beeinflussten Stück I Just Wanna wird das Album mit der Schlagzeug-Session-Aufnahme Carr Jam 1981 abgeschlossen.

## Singles

### God Gave Rock ’n’ Roll to You II
God Gave Rock ’n’ Roll to You II wurde zusammen mit dem Soundtrack zum Film im Juli 1991 von Interscope Records veröffentlicht. Die Single enthielt nur eine gekürzte Fassung des Songs, der erst mit Veröffentlichung von Revenge in voller Länge herausgebracht wurde. Die Leadvocals stammten von Stanley und Simmons.
Textbeispiel:
You don’t have money or a fancy car

And you’re tired of wishing on a falling star

You gotta put your faith in a loud guitar
Du hast kein Geld und kein schickes Auto

Und du bist es leid, dir bei Sternschnuppen etwas zu wünschen

Du musst an eine laute Gitarre glauben

### Unholy
Der Eröffnungssong des Albums, Unholy, erschien am 2. Mai 1992 als erste ausgekoppelte Single und erreichte Platz 2 in Norwegen, Platz 19 in Schweden und Platz 26 in den britischen Charts. Die Single enthielt zudem die ungekürzte Fassung von God Gave Rock ’n’ Roll to You II sowie die Demoversionen der Titel Deuce und Strutter. Für das Lied wurde auch ein Video gedreht.
Textbeispiel:
I’m suicide and salvation

The omen to nations

That you worship on all fours

I’m the infection and famine

That’s knocking at your door
Ich bin Suizid und Erlösung

Das Omen der Nationen

Das du auf allen Vieren anbetest

Ich bin die Infektion und Hungersnot

Die an deiner Tür anklopfen

### Every Time I Look at You
Every Time I Look at You ist die auf Revenge enthaltene Ballade, die von Paul Stanley gesungen und mit einer klaren Ausrichtung auf Airplay erstellt wurde. Leadgitarrist Bruce Kulick spielte auf diesem Titel den Bass, während das Gitarrensolo von Dick Wagner aufgenommen wurde. Die Single wurde nach Unholy veröffentlicht und enthielt zusätzlich die Titel I Just Wanna (der in den USA als eigenständige Single veröffentlicht wurde) und Partners in Crime vom Best-of-Album Killers. Es wurde ein Video dazu produziert, Regie führte, wie schon bei God Gave Rock ’n’ Roll to You II, Mark Rezyka. Sowohl Single als auch Video wurden beinahe komplett von Radio- und Musikfernsehsendern ignoriert und erreichten nie die Charts. Zu dieser Ballade gab Sänger Stanley an, er „liebe es, Balladen und Songs zu schreiben, an die man sich noch lange erinnert.“
Textbeispiel:
I never really wanted to let you get inside my heart

I wanted to believe this would soon be ending

I thought it wouldn’t matter if it all just came apart

But, now I realized I was just pretending
Ich wollte dich nie wirklich in mein Herz hineinlassen

Ich wollte glauben, dass es bald zu Ende sein würde

Ich dachte, es wäre egal, wenn es alles auseinander geht

Aber jetzt ist mir klar, ich habe nur so getan

### Domino
Domino, die vierte, jedoch nicht in Deutschland veröffentlichte Single, erschien am 8. August 1992 und erreichte Platz 26 in den USA. Der Titel ist beinahe eine Neuaufnahme des Songs Nasty Nasty, den Simmons 1986 mit Tommy Thayer und Jamie St. James für das gleichnamige Album der Band Black ’n Blue geschrieben hatte. Der Riff wurde von Sänger Simmons im Original übernommen, die Melodie seines (Sprech-)Gesangs jedoch verändert und ein neuer Text geschrieben. Simmons brauchte für diesen Song nicht lange: „Domino entstand schnell, ich setzte mich einfach hin und schrieb ihn fast an einem Stück.“
Textbeispiel:
Loves lots of money

Back’s against the wall

Calls me „Sugar Daddy“

She knows she’s got me by the balls
Sie liebt viel Geld

Hat den Rücken an der Wand

Sie nennt mich „Sugar-Daddy“

Sie weiß, sie hat mich bei den Eiern

### I Just Wanna
Eine weitere Auskopplung, allerdings nicht in Deutschland, war der von Stanley gesungene Song I Just Wanna, der in den USA Platz 34 erreichte. Der Titel basiert auf Summertime Blues von Eddie Cochran. Stanleys Idee war, dass sich Gesang und Gitarren-Parts in diesem Song abwechseln sollten, als würden sie einander antworten.
Textbeispiel:
I don’t want a romance

I don’t wanna dance

I just wanna forget you

Time to take my chances

Find somebody new
Ich möchte keine Romanze

Ich möchte nicht tanzen

Ich möchte dich nur vergessen

Es ist Zeit, meine Chance zu nutzen

Jemand neues zu finden
Zu allen fünf Stücken, die als Singles ausgekoppelt wurden, entstanden auch Videoclips.

## Rezeption

### Auszeichnungen und Chartplatzierungen
Das Album ließ sich allein in den USA über 500.000-mal verkaufen, es erlangte daher nach zwei Monaten den Gold-Status.
Revenge war in einigen Ländern in den Top Ten vertreten. In Norwegen gelangte es auf Platz vier, in Australien auf Platz fünf, in den USA stieg das Album auf Platz sechs der Billboard 200 ein, was dort gleichzeitig der höchsten Notierung entsprach. In der Schweiz erreichte es ebenfalls Platz sechs, in Großbritannien und Schweden war es Platz zehn. In Deutschland reichte es mit der Höchstplatzierung auf Platz 16 nicht in die Top Ten, ebenso wenig in Österreich mit Platz 14.
Mit der LP waren Kiss erstmals seit Dynasty von 1979 wieder unter den zehn Besten zu finden. Das Werk ist damit das fünfthöchst platzierte der insgesamt 20 Studioalben. Nur Love Gun (1977), Psycho Circus (1998), Sonic Boom (2009) und Monster (2012) erreichten bessere Ränge.

### Kritiken
In der deutschsprachigen Fachpresse fand das Album eine positive Resonanz. Die Musikzeitschrift Rock Power schrieb: „Daß ihr neues Album derartig einschlagen würde, damit hätte man wohl selbst innerhalb der Band nicht gerechnet: ‚Revenge‘, so lautet der Titel der neuesten Kiss-Scheibe, wird von der Fachpresse gefeiert als das beste Kiss-Album seit ‚Alive II‘.“ Das Musikmagazin Metal Hammer meinte, Revenge sei ein „exzellentes Studio-Album“. PopRocky lobte „die Wut, Energie und Wucht“, die aus den Songs spreche, sei „so urwüchsig ungebremst wie schon lange nicht mehr“. Für Horror Infernal stecke das Album „voller Wut, voller Energie und voller Überraschungen“ und sei „ein Meisterwerk“. Laut Creativ zeichne sich das Album „durch eine geradezu beängstigende Masse guter Melodien, packender Riffs und einen gehörigen Schuß Charts sprengender Kommerzialität“ aus.
Einige Kritiker vertraten die Ansicht, dass das Album zwar das beste seit vielen Jahren sei, an die ersten Kiss-Scheiben aber nicht heranreiche. Rock Hard meinte hierzu, in so guter Form habe man die Band „seit exakt zehn Jahren und der ’82er Scheibe ‚Creatures Of The Night‘ nicht mehr gesehen.“ Music Scene gab an, Kiss schienen „wieder auf der Überholspur zu sein, aber an Kiss’ Klassiker kommt auch ‚Revenge‘ nicht heran.“ Anderer Ansicht war Rock Power: „Gene Simmons hat recht, wenn er behauptet, Kiss wären nie besser gewesen, als auf ‚Revenge‘.“
Musikalisch war das Album für einige Kritiker keine Überraschung, sondern bewegte sich in gewohnten Bahnen. Metal Hammer gab dazu an: „Nicht, daß das Grunderfolgsrezept ‚Love/Women/Fun/laß’ Gitarre ausklingen‘ großartig geändert wurde, aber die neuen Songs hören sich kompakter, fluffiger, härter und mehr nach Kiss an, als noch vor zig Jahren.“ Für Audio handelte es sich um nichts Neues, „aber die Abgeklärtheit, die sich Kiss in den vergangenen Jahren erspielt haben, macht doch noch etwas Besonderes aus diesem Heavy-Rock-Album.“ Für Rock Power war das Album „musikalisch wahrlich keine Offenbarung, aber pures Dynamit.“

## Tournee

### Tournee
Die Revenge-Tour war die erste Tournee mit dem seinerzeit neuen Schlagzeuger Eric Singer. Sie begann am 23. April 1992 in San Francisco, und zwar zunächst als Club-Tour mit 13 Auftritten. Nach drei Shows in Kalifornien tourte die Band über den mittleren Westen und Kanada bis an die Ostküste nach New York City, wo am 10. Mai 1992 die letzte Club-Show stattfand. Ab 16. Mai 1992 war die Band für acht Konzerte in Europa, allerdings traten sie ausschließlich in Schottland, Wales und England auf.
Nach der Sommerpause setzten sie ab 1. Oktober 1992 die Tour in den USA und Kanada mit 55 Shows fort. Die vorerst letzte Show fand am 20. Dezember 1992 in Phoenix (Arizona) statt. Ein ursprünglich geplanter zweiter Teil der Tournee, der Anfang Januar 1993 beginnen sollte, wurde nicht gebucht, weil die Besucherzahlen des ersten Tourneeteils zu gering waren. Im Schnitt kamen pro Konzert nur 5029 Besucher, wobei jedoch die Besucherzahlen der Clubtour nicht eingerechnet sind. Ein dreiviertel Jahr später, am 11. September 1993, gab es noch einmal ein separates Einzelkonzert in Burbank (Los Angeles County). Kiss spielten Revenge somit in insgesamt 77 Shows. Zur Setliste gehörten 26 Songs, die sowohl von Revenge als auch von älteren Alben stammten.

### Tour-Video
Ein Videofilm zur Revenge-Tour erschien am 20. Juli 1993 unter dem Namen Konfidential als VHS-Kaufkassette mit einer Laufzeit von 88 Minuten. Der Videofilm war bereits Begleitvideo zum Live-Album Alive III. Er enthielt neben den neuen Revenge-Stücken auch Videomaterial älterer Songs aus den 1970er-Jahren sowie Mitschnitte unterschiedlicher öffentlicher Auftritte und Backstage-Interviews. Ein wesentlicher Bestandteil waren in Interviewform geschilderte Erinnerungen der Musiker über die Bandgeschichte. Die Live-Aufnahmen der Revenge-Tour stammten aus einer Show am 27. November 1992 in Auburn Hills (Michigan).
Aufgrund der mitunter freizügigen Szenen war das Video in Deutschland erst ab einem Alter von 16 Jahren freigegeben. Recht spät, erst 2004, erschien Konfidential zusammen mit dem 1992er-Video X-treme close-up auf einer DVD. Die Titelliste bestand aus 16 Stücken: Creatures of the Night, Deuce, I Just Wanna, Unholy, Heaven’s on Fire, 100,000 Years (1976), Nothin’ to Lose (1975), Hotter than Hell (1976), Let Me Go Rock ’n’ Roll (1977), Domino, Lick It Up, Forever, Take It Off, I Love It Loud und God Gave Rock ’n’ Roll To You II.
Die Kritiker waren dem Tour-Video insgesamt positiv gewogen. In Rock Power hieß es, dieses Video „wird dominiert von brillanten Aufnahmen der letzten US-Tour. Dazwischen werden witzig-informative Interview-Mitschnitte eingespielt“. Rock Hard fand die Songauswahl „absolut gelungen. Viele Revenge-Tracks, einige Classics und als Ergänzung ein paar Mittsiebziger-Aufnahmen aus den Archiven.“